# Halichoeres radiatus
 Halichoeres radiatus és una espècie de peix de la família dels làbrids i de l'ordre dels perciformes.

## Morfologia
Els mascles poden assolir els 51 cm de longitud total.

## Distribució geogràfica
Es troba des de Bermuda i Carolina del Nord (Estats Units) fins al Golf de Mèxic, les Índies Occidentals i el Brasil.